# Juku Batu
Juku Batu is een bestuurslaag in het regentschap Way Kanan van de provincie Lampung, Indonesië. Juku Batu telt 3526 inwoners (volkstelling 2010).